# Julián de los Reyes
Julián de los Reyes (Villa de Pozos, 9 de enero de 1811 –  San Luis Potosí, 8 de enero de 1853) fue el Gobernador del Estado de San Luis Potosí, de 1848 a 1853.

## Biografía
Nació el 9 de enero de 1811 en Villa de Pozos
En las elecciones resultó electo el 19 de agosto de 1848, siendo sucesor del gobernador Ramón Adame.
Durante su gobierno liberó de deudas a la hacienda pública, que se encontraba bastante empeñada, también fundó la Escuela Normal del Estado en 4 de marzo de 1849, actualmente Benemérita y Centenaria Escuela Normal del Estado, el Colegio Guadalupano Josefino, planteó un rastro fuera del municipio para influir en la salubridad pública, construyó la vía a Escalerillas, estableció el hospicio de pobres de la capital, entre otras obras.
Fue asesinado frente a la Caja del Agua por un grupo de bandidos, que le dispararon e hirieron varias veces, el 8 de enero de 1853, a un día de cumplir 42 años de edad, siendo el primer gobernador en ser asesinado por una conspiración.
«Allándose [sic] D. Julián de los Reyes solo e indefenso, en un paseo público, fue rodeado por una gavilla de siete bandidos a caballo, que sin piedad, ni conmoverse por sus lastimosas plegarias, lo acometieron con el mayor encarnizamiento, repitiendo heridas sobre heridas, con armas blancas y de fuego» -Benita Parada de Reyes-.